# Dendronephthya composita
Dendronephthya composita is een zachte koraalsoort uit de familie Nephtheidae. De koraalsoort komt uit het geslacht Dendronephthya. Dendronephthya composita werd in 1962 voor het eerst wetenschappelijk beschreven door Tixier-Durivault & Prevor. 